# Anguilla bengalensis bengalensis
Anguilla bengalensis bengalensis is een ondersoort van de straalvinnige vissen uit de familie van de echte palingen (Anguillidae). De wetenschappelijke naam van de soort is voor het eerst geldig gepubliceerd in 1831 door Gray.